# Museu de Arte e História (Genebra)
O Museu de Arte e História de Genebra (MAH, em francês:  Musée d’art et d’histoire) é um museu de arte suíço, localizado na cidade de Genebra. Foi construído nos fins do século XIX para coordenar e reunir diferentes colecções. Inaugurado em 1910, muito rapidamente se mostrou demasiado pequeno. 
Actualmente  o MAH  faz parte do conjunto dos Museus de Arte e de História de Genebra , da qual fazem parte também a  Casa Tavel, o Museu Rath, a Biblioteca de Arte e Arqueologia e o Gabinete das Artes Gráficas.
Conjuntamente com o Museu das Belas Artes de Basileia, o Kunstmuseum,  e o Museu das Belas Artes de Zurique  possui uma das principais colecções suíças de arte da renascença aos nossos dias.